# Jacques Van den Seylberg
Jacques Van den Seylberg (Antwerpen, 1884 – 1960) was een Belgisch kunstschilder.
Van den Seylberg studeerde aan de Antwerpse Academie.
Hij woonde van 1921 tot 1941 in Aarschot. Hij werkte  bij voorkeur in pastel. Hij schilderde bloemstukken alsook landschappen uit de Kempen, de Hoge Venen en Het Zwin.

## Tentoonstellingen
- 1938, Ronse, stadhuis
- 1951, Ronse, feestzaal muziekacademie
- 1955, Ronse, groepstentoonstelling naar aanleiding van de zomerkermis

## Musea
- Aarschot, Museum
- Ronse, Museum